# 오사카 전투
오사카 전투 또는 오사카의 역(일본어: 大坂の役 오사카노에키[*])은 1614년(게이초(慶長) 19년) ~ 1615년(게이초 20년)에 에도 막부가 도요토미 가문을 공격하여 멸망시킨 전투이다. 이 전투는 오사카 겨울 전투(大坂冬の陣)와 오사카 여름 전투(大坂夏の陣)로 나뉘어 벌어진 것으로 일반적으로 오사카의 진(大坂の陣)이라 불리는 경우가 많다. 다른 말로 오사카의 난(大坂の乱)이라 불리기도 한다.

## 배경
도요토미 히데요시가 죽은 뒤 도요토미 정권은 오대로 중 한 명인 도쿠가와 이에야스가 영향력을 강화해 1600년(게이초 5년) 오봉행 중 한 명인 이시다 미쓰나리(石田三成)가 봉기하여 일으킨 세키가하라 전투에서 미쓰나리를 격파했다. 도쿠가와 이에야스는 전후처리와 논공행상을 통해 주도권을 장악한다.
1603년 3월 24일(음력 2월 12일) 이에야스는 후시미성에서 정이대장군에 취임하여 에도 막부를 열었고, 에도 성을 시작으로 보수사업 등을 진행하면서 정권 창출에 나섰다. 이에야스의 정치목표는 장기적이고 안정적인 정권을 계속 이어나가는 것으로 도쿠가와 가문의 주군격에 해당되던 도요토미 가문의 처분문제가 달렸다. 이에야스는 에도 막부의 이후 안전과 번영을 위해서 도요토미 가문을 복종시키거나, 이를 거절했을 땐 제거하기로 했다.
같은해 7월 도쿠가와 히데타다의 딸 센히메가 히데요시의 유언에 따라 아들 도요토미 히데요리에게 시집갔다. 게이초 10년 4월, 이에야스는 쇼군직을 사퇴하고 대신 아들 히데타다에게 쇼군직을 물려주었다. 동시에 히데요리에게 신하의 예를 취하라고 고다이인을 통해 히데요리의 생모 요도도노에게 요구하는 등 우호적인 대화를 추구했다.
이때 요도도노는 회견을 거부해 양쪽관계는 악화되었으나 이에야스는 마쓰다이라 다다테루를 오사카에 파견해 평화적 해결을 시도했다. 1611년(게이초 16년) 3월 고요제이 천황의 양위를 받은 고미즈노오 천황(後水尾天皇)이 즉위하자 상락(上洛)한 이에야스는 니조성(二条城)에서 히데요리와의 회견을 요청했다. 히데요리의 상락을 요구한 이에야스에 대해 반대도 있었으나 가토 기요마사와 아사노 요시나가 등의 도요토미 가문의 은고(恩顧) 다이묘들의 노력으로 회견은 실현되었다. 그 시기 이에야스는 교토에 상주했던 다이묘를 니조성에 소집하여 서약서를 제출하게 하였다.
이 일을 전후하여, 도요토미 가문에 대한 융화책을 진행하는 동시에 도쿠가와 가문은 전투에 대한 준비도 게을리하지 않고, 세키가하라 전투가 있은 다음해인 1601년 축성을 시작한 제제 성을 시작으로 후시미성, 니조성, 히코네성, 사사야마성, 가메야마성, 나고야성의 보수를 진행했고, 이후 히메지성과 우에노성 등을 보수하는 것으로 도요토미 가문에 대한 포위망을 구축하고 서쪽의 다이묘를 압박했다. 또한 공성병기로 구니토모 공장(國友鍛治)에서 대철포(大鐵砲), 대포(大砲)의 제작을 명령하고, 그외 석포(石砲)의 주조 및 영국과 네델란드에서 포탄의 재료인 대포, 화약, 납 등을 구입했다.
니조성의 회담으로 양측의 긴장은 완화된 듯 보였다. 그러나 게이초 16년, 아사노 나가마사, 호리오 요시하루, 가토 기요마사가 죽고, 18년에는 이케다 데루마사, 아사노 요시나가, 19년에는 마에다 도시나가가 차례로 사망하여 도요토미 가문의 고립이 더욱더 강해지자 그 초조함에 조정에 대해 관위를 막부에게 무단으로 하사하고, 병량과 낭인을 모으면서 마에다 가문과 친목을 도모하는 등 막부와의 대결자세를 전면에 내세우기 시작했다.

## 호코지 종명(鐘銘)사건

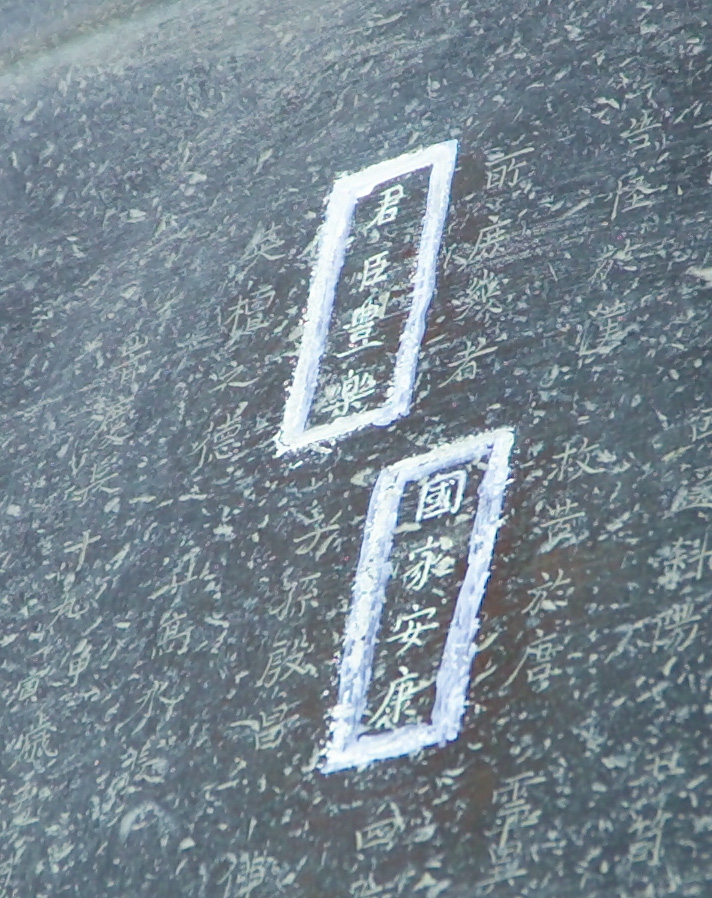
호코지 종. 이는 곧 도쿠가와 이에야스가 오사카성 공격을 하게 되는 주 원인이 되었다.

1614년(게이초 19년)에 이전 게이초 14년부터 도요토미 가문이 재건하던 교토의 호코지(方廣寺) 대불전이 완성되고, 4월에 범종이 완성되었다. 공사감독인 가타기리 가쓰모토는 범종의 명문(銘文)을 난센지(南禅寺)의 분에이 세이칸(文英清韓)에게 의뢰했다. 가쓰모토는 슨푸(駿府)의 이에야스에게 명문의 선정과 대불개안공양(大佛開眼供養)의 도사(導師)와 일시를 보고하는등 순차적으로 일의 진척을 알렸으나, 7월 이에야스는 가신인 혼다 마사즈미를 통해서 범종명문의 글중에 불길한 말이 있다고 해서 대불공양을 연기하게 했다.
이에야스는 고잔(五山)의 승려와 하야시 라잔에게 종명문을 해독시키게 한 후, 글 속에 국가안강(國家安康)과 군신풍락(君臣豊樂)에 대해서 하나는 이에야스의 이름 家康을 安자로 잘라버린 것이고, 또 하나는 臣과 豊을 이어놓아, 도요토미씨의 번영을 기원하고 도쿠가와 가문에 대해 저주를 거는 것이라고 단정지었다. 이것은 도요토미씨를 공격하기 위한 구실에 불과한 것으로 여겨진다. 또한 이에야스의 직함과 이름일 뿐인 '우복사원조신가강(右僕射源朝臣家康)'을 '이에야스를 쏜다'고 해석한 것으로 전해진다.
도요토미측은 8월 가쓰모토를 슨푸에 파견하여 이 사건에 대해 변명했으나, 가쓰모토는 이에야스와 만나지 못했다. 곧이어 오노 하루나가(大野治長)의 어머니 오쿠라쿄노 쓰보네(大蔵卿局)를 슨푸로 내려보내자, 이에야스는 오쿠라쿄노 쓰보네를 정중하게 맞이하였다. 이에야스는 명문사건을 어찌할 것인지 생각한 끝에 양쪽의 문제가 도요토미측이 도쿠가와 가문에 대해 불신감을 갖고 있는 것으로 보고, 가신에게 명하여 오쿠라쿄노 쓰보네와 가쓰모토를 한자리에 불러 양쪽이 화해한다는 모습을 보여줄것을 요구하였다.
가쓰모토는 9월 오사카로 돌아와 개인적인 제안으로 히데요리의 오사카 성 퇴거등의 절충안을 진언했으나, 대답을 들은 도요토미 가문에서는 오사카 성은 히데요시 때부터의 거성으로 이 요구는 사실상 도쿠가와 이에야스의 선전포고라고 받아들여, 가쓰모토와 동생 가타기리 사다타카, 오다 나가마스 등의 화친파를 추방하고 결전준비에 착수했다. 이 사건 전후로 히데요리의 측근이었던 이시카와 사다마사(石川貞政)등도 퇴거했다. 이에 대해 이에야스도 여러 다이묘들에게 오사카성 공격을 선언했다.

## 오사카 겨울 전투

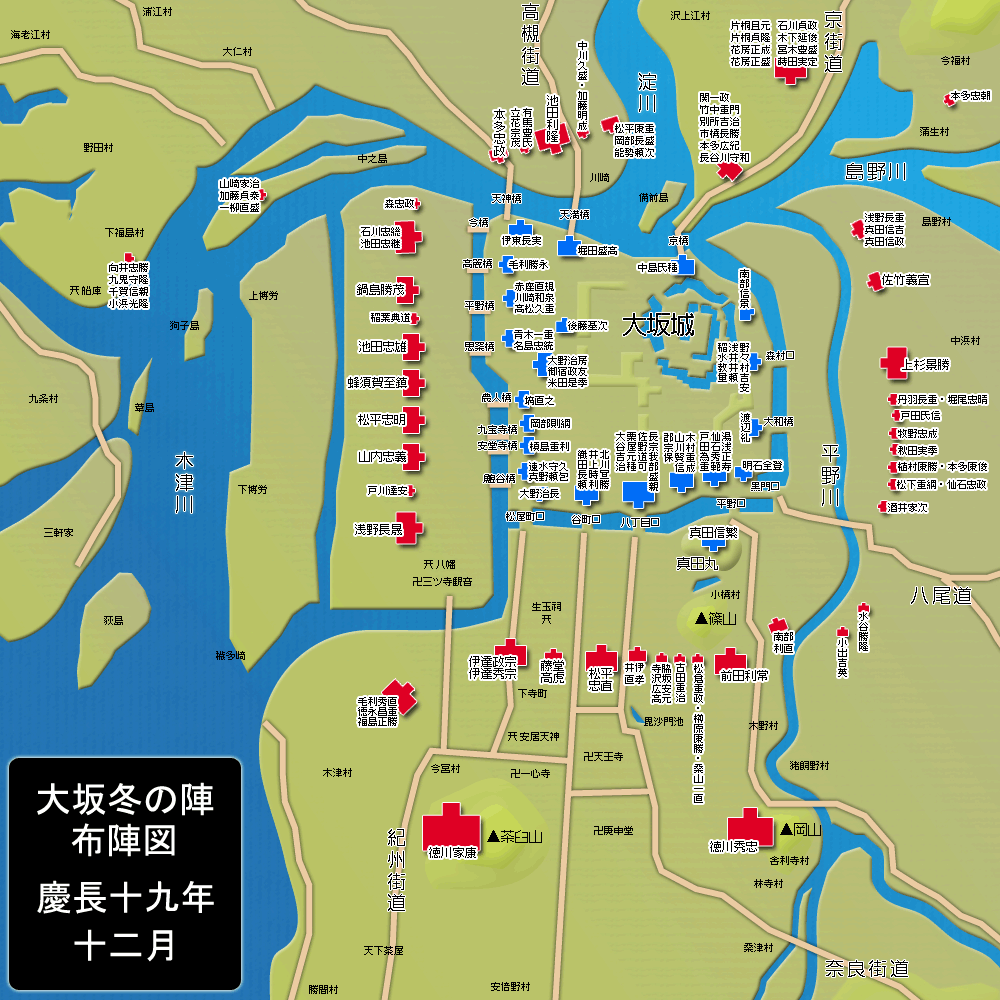
오사카 겨울의 진

도요토미가문은 전쟁준비에 착수해 히데요시가 남긴 막대한 금은을 사용하여 세키가하라 전투이후 발생한 대량의 낭인들을 전국에서 모으기 위해 소집했다. 또한 도요토미측 여러 다이묘들에게 오사카성에 집결하라는 격문을 보냈으나, 참여한 다이묘는 없었고, 다만 후쿠시마 마사노리(福島正則)가 오사카성에 병량을 제공한 것밖에는 없었다. 또한 농성을 위한 무기, 병량을 모으기 시작했다. 모집한 낭인을 합쳐 도요토미측의 총병력은 약 10만명으로, 이중 이름있는 낭인인 사나다 노부시게(真田信繁), 조소카베 모리치카, 고토 모토쓰구, 모리 가쓰나가, 아카시 다케노리의 5명을 가리켜 5인중(五人衆)이라고 불렀다. 그 외에 반 나오유키(塙直之)등이 있었다.
오사카성에 모인 낭인들은 도쿠가와 가문에 대한 복수에 불타고 있는자, 전란을 틈타 출세하려는 자들로 매우 전투력이 높고, 사기도 왕성했으나 여기저기서 모여든 자들이기에 통제가 불가능하여 작전에 어려움이 생길 수밖에 없었다.
도요토미군은 도요토미가문의 장로인 오노 하루나가를 중심으로 2중의 굴에 둘러쌓이고 거대한 방어진지로 구축된 오사카성에 농성하여 막부군을 지치게한 뒤 유리한 강화조건을 이끌어낸다는 농성파에 대해, 낭인무리의 사나다 노부시게는 먼저 기나이를 제압하고 오우미국(近江國)의 세다(瀨田)강에 군을 진격시켜, 여기서 관동에서 올라온 막부군을 맞아싸워 멈추게 한 뒤 여러 다이묘들을 우방으로 모아 결전에 임하고, 그래도 다이묘들이 우방으로 오지 않는다면 처음의 농성전으로 나가는 2단계의 작전을 주장했다.
고토 모토쓰구와 모리 가쓰나가도 사나다의 제안을 기초로 이가(伊賀)와 오쓰(大津) 북서쪽에도 병력을 보내 움직임을 봉쇄해야한다고 주장하면서 대립했으나, 결국 오노 하루나가등의 도요토미가신의 제안으로 주변에 요새를 쌓고(경계와 연락선 확보를 위해) 견고한 오사카성에서 농성한다는 작전이 채용되었다.

### 서전 및 포위전에서 화친까지
전투는 기쓰가와구치의 요새(11월 19일)에서 시작되었다. 여러개의 요새가 함락된 후 남겨진 요새는 버려지고 오사카성으로 철수했다. 그사이 11월 26일에는 시기노(鴫野)-今福에서, 11월 29일에는 博労淵, 노다(野田), 후쿠시마(福島)에서 격렬한 전투가 벌어졌다.
도요토미측이 철수한 오사카성을 도쿠가와측은 약 20만명의 대군으로 완전히 포위하고 이에야스도 12월 2일 자우스 산(茶臼山)에 도착한 뒤 각 부대는 참호와 축산(築山)을 방패로 성에 접근했다. 이 포위전에서 일어난 최대의 전투는 사나다마루(真田丸)로 성 남쪽에서의 공방전(사나다마루 전투, 12월 3일 ~ 12월 4일)에서는 막부군을 격퇴하고 엄청난 피해를 입혔다.
도요토미측의 매점매석으로 인한 병량부족과 혹독한 겨울을 진지에서 보낸 도쿠가와측은 재빨리 도요토미측과 화친교섭을 진행하였고, 또한 도요토미측도 같은 이유로 병량과 탄약이 부족하고 도쿠가와측의 심리전에 말려서 진행하게 되었다. 말하자면 12월 상순에 있었던 대포에 의한 포격으로 덴슈(天守)등에 피해를 입힌 결과였다.
장병은 지쳤고, 또 도요토미 가문의 주도권을 쥐고 있던 요도도노도 덴슈에 대한 포격에 놀라 화친에 응하겠다고 해서 교섭은 18일날 도쿠가와측의 교고쿠 다다타카(교고쿠 다카쓰구의 서장자)의 진지에서 이에야스의 측근 혼다 마사즈미, 우코인(阿茶局)과 도요토미측의 사자로 파견된 요도도노의 누이동생 조코인 사이에서 진행되어 혼마루를 제외한 니노마루, 산노마루를 파괴하는 것과 굴 혹은 해자를 메운다는 것, 오노 하루나가와 오다 나가마스의 처분등을 조건으로 19일 화친이 성립되었다.
화친 조건인 굴(堀) 혹은 해자의 매립에 있어 바깥 해자 만을 가리킨 것이라고 말하는 도요토미측과 모든 해자를 의미한다고 말하는 도쿠가와측간의 해석의 차이를 두고 서로 논쟁을 벌이는 사이에 도쿠가와측은 독단으로 공사를 시작해 바깥 해자뿐만 아니라 안쪽 해자까지 모두 매립하고, 성벽까지 파괴하는 공사를 진행했다.

## 오사카 여름 전투

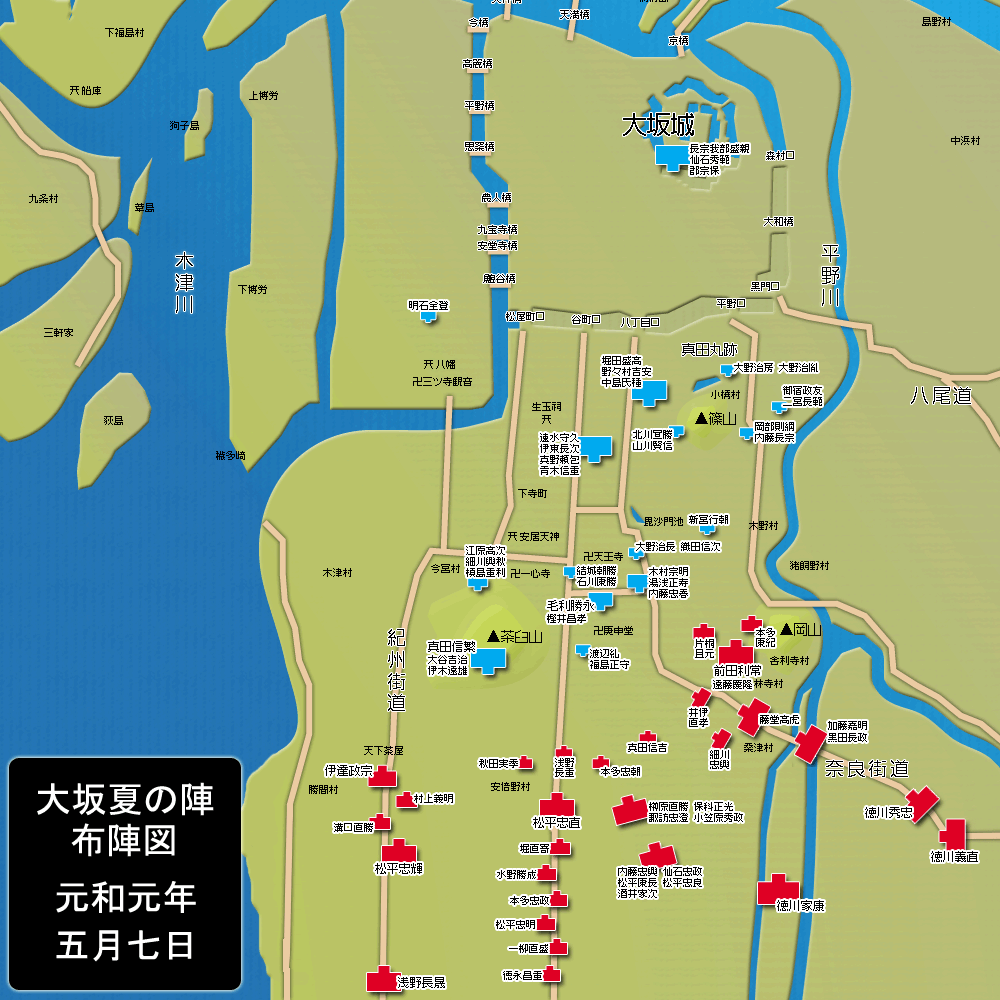
오사카 여름의 진

화친이 성립된 뒤 이에야스는 교토에서 슨푸로 돌아갔고, 히데타다도 후시미로 물러났으나 한편으론 다시 쿠니우모 공장에 대포 주조를 명령하는등 전쟁준비에 들어갔다. 3월 오사카에 낭인의 난폭함과 도둑질, 굴과 해자의 복구, 교토와 후시미에 대한 방화를 일으킨다는 풍문을 듣고 불온한 움직임을 보인다고 생각한 교토 시요다이(所司代) 이타구라 가쓰시게(板倉勝重)는 이 정보를 슨푸로 보냈고, 도쿠가와측은 낭인과 도요토미가문의 이동을 요구했다.
이에야스는 4월 도쿠가와 요시나오(德川義直)의 혼례때문에 상락한 뒤 여러 다이묘들에게 출진준비를 명령하고 후시미에 모이게한 뒤 에도에서 서쪽으로 올라온 쇼군 도쿠가와 히데타다와 니죠성에서 군사회의를 열었다. 이시기 막부군의 전력은 약 15만 5천 명이었다. 5월 5일 교토를 출발한 이에야스는 아군에게 "3일분의 병량만 있으면 된다"라고 했다.
도요토미측은 4월 9일 교섭에 나섰던 오노 하루나가가 성내에서 습격을 받는 사건이 일어났다. 또한 주전파(主戰派) 낭인들이 메워진 굴을 다시 파서 원상태로 복구하기 시작했다. 화친에 의해 일부 낭인을 해고했기 때문에 이시기 도요토미가문의 전력은 약 5만 5천 명으로 감소했고, 방어시설이 없어져 벌거숭이가 된 오사카성에서 농성전을 벌이는 것은 불리하다고 판단하여 적극적인 공격으로 나가는 작전이 세워졌다. 이때 오다 나가마스는 최종적으로 도요토미가문을 버리고 오사카성을 퇴거했다.

### 전투과정
도요토미측은 오노 하루후사(大野治房) 부대가 구라카리 고개(暗峠)를 넘어 4월 26일 쓰쓰이 조케이(筒井定慶)가 지키는 야마토 고리 산성(大和郡山城)을 공격해 함락시키고 부근의 마을에 불을 질렀다. 28일에는 도쿠가와측의 병참기지가 있던 사카이(堺)를 불태우려고 했다. 하루후사군은 4월 29일 잇키(一揆)세력과 협력하여 기슈(紀州)공격을 시도했으나, 선봉인 반 나오유키와 단노와 시게마사(淡輪重政)등이 독단으로 아사노 나가아키라(浅野長晟)군과 기시이(樫井)의 전투를 벌이다 전사했다. 그 후 오노 하루나가는 아사노군과 대치를 계속해 5월 6일까지 사카이 공방전을 벌였다.
다음 야마토에서 오사카성으로 향하던 도쿠가와군 3만 5천 명과 맞붙은 도묘지(道明寺)전투가 벌어졌다. 여기저기서 끌어다 모은 군대였던 도요토미군은 순식간에 무너졌고, 고토 모토쓰구가 지휘하는 2,800명이 독단으로 고마쓰 산(小松山)에 진출해 다테 마사무네(伊達政宗), 미즈노 가쓰나리(水野勝成), 호리 나오요리(堀直寄), 혼다 다다마사(本多忠政), 마쓰다이라 다다아키라(松平忠明)등이 이끄는 2만이상과 대결을 벌여 분전끝에 전멸하고 뒤이어 도착한 아카시 다케노리(明石全登), 스스키다 가네스케(薄田兼相), 야마카와 가네노부(山川賢信), 기타가와 노부카쓰(北川宣勝)등의 3,600 병력도 고마쓰 산을 넘어 도쿠가와 교전을 벌이다 스스키다 가네스케가 전사했다.
뒤늦게 도착한 사나다 노부시게, 모리 가쓰나가, 후쿠시마 마사모리(福島正守), 와타나베 다다쓰(渡辺糺), 오타니 요시하루(大谷吉治), 이키 도오카쓰(伊木遠雄)등의 1만 2천 병력도 전투에 참가해 사나다 부대는 다테 마사무네부대의 선봉으로 기마철포대를 갖고 있던 가타쿠라 시게나가(片倉重長)부대의 진군을 저지하고 패잔병을 회수하여 후퇴했다. 도쿠가와군도 연속적으로 벌어진 전투로 피로가 쌓여 추격은 이루어지지 않았다.(5월 6일)
같은날 병력 6천 명을 이끌던 기무라 시게나리(木村重成)와 조소카베 모리치카, 마시타 모리쓰구(増田盛次)등이 이끄는 병력 5300명이 교토에서 오사카성쪽으로 향하던 도쿠가와군 본대 12만 대군을 맞아 싸운 야오‧와카에 전투(八尾・若江合戦)가 벌어졌다. 여기서 조소카베부대는 안개 속에 숨어있다가 도도 다카토라(藤堂高虎) 부대 5천을 기습하여 격파하고, 도도 일족과 기타 다수의 수급을 얻었으나 도쿠가와측의 원군에 저지당해 후퇴하던중 추격을 받고 괴멸당했다. 기무라 시게나리도 도도부대의 일부를 격파한 후 이이 나오타카(井伊直孝) 부대 3200명과 교전을 벌여 격전 끝에 전사했다. 도요토미측도 의지를 보여주었으나, 대세 앞에는 무용지물이 되어 오사카 성 근교에까지 밀리게 되었다.
5월 7일 최후의 결전(텐노지 오카야마 전투)을 위해 도요토미군은 오사카 시 아베노구(阿倍野区)에서 히라노구(平野区)에 걸쳐 반격체제를 구축한다. 덴노지(天王寺)입구인 자우스 산에는 사나다 노부시게, 아들 사나다 유키마사(真田幸昌), 일족 사나다 노부마스(真田信倍)등의 병력 3,500이 포진했다. 자우스산 전방에는 사나다 노부시게 휘하의 와타나베 다다시, 오타니 요시하루, 이키 도오카쓰 병력 2천이 포진하고, 서쪽에는 후쿠시마 마사모리, 후쿠시마 마사시게(福島正鎮), 이시가와 야스카쓰(石川康勝), 시노하라 다다요리(篠原忠照), 아자이 나가후사(浅井長房) 등 2500명이 포진했다. 동쪽에는 에바라 다카쓰구(江原高次), 마키시마 시게토시(槇島重利), 나가오카 오키아키(長岡興秋)이 포진했다. 병력은 알 수 없다. 사천왕사 남문 앞에는 모리 가쓰나가 부대, 기무라 시게나리와 고토 모토쓰구의 패잔병 6500명이 있었다.
오카 산(岡山) 입구에는 오노 하루후사를 대장으로 휘하에 신구 유키토모(新宮行朝), 오카베 노리쓰나(岡部則綱)등과 후군으로 미슈쿠 마사토모(御宿政友), 야마가와 가네노부, 기타가와 노부카쓰 합계 4600명이 포진했다.
자우스 산에서 북서쪽으로 떨어져 있던 기쓰가와 제방근처에는 아카시 다케노리군 300명이 있고, 전군의 후방지원군으로 사천왕사 북동쪽 후방에 오노 하루나가, 나나데쿠미(七手組)의 부대 1만 5천명이 포진했다.
이에 대해 도쿠가와측 배치는 전날 전투에서 피해를 입었던 야마토방향 군대 3만 5천과 아사노 나가아키라 5천 명을 자우스 산 방면에, 같은 피해를 입었던 이이군과 도도군을 오카산 입구의 2번째 부대로 배치했다.
덴노지입구 선봉은 혼다 다다토모를 대장으로 한 아키타 사네스에(秋田実季), 아사노 나가시게(浅野長重), 마쓰시타 시게쓰나(松下重綱), 사나다 노부요시(真田信吉), 로쿠고 마사노리(六郷政乗)등의 군 5500명이 맡았다.
2번째부대는 사카기바라 야스카쓰(榊原康勝), 오가사하라 히데마사(小笠原秀政), 센고쿠 다다마사(仙石忠政), 스와 다다즈미(諏訪忠澄), 호시나 마사미쓰(保科正光)의 군 5400명이었다.
3번째 부대는 사카이 이에쓰구(酒井家次), 마쓰다이라 야스나가(松平康長), 마쓰다이라 다다요시(松平忠良), 마쓰다이라 나리시게(松平成重), 마쓰다이라 노부요시(松平信吉), 나이토 다다오키(内藤忠興), 마키노 다다나리(牧野忠成), 미즈노야 가쓰타카(水谷勝隆), 로쿠고 마사노리(六郷政乗), 이나가키 시게쓰나(稲垣重綱)의 군 5300명과 그 후방에 도쿠가와 이에야스군 본진 1만 5천 명을 배치했다.
한편 오카산 입구 선봉엔 마에다 도시쓰네(前田利常), 혼다 야스토시(本多康俊), 혼다 야스노리(本多康紀), 가타기리 가쓰모토(片桐且元)의 2만 병력이 맡았다. 2번째 부대는 앞서와 같이 이이 나오타카, 도도 다카토라의 7,500명과 호소가와 다다오키(細川忠興)의 병력이었다. 그 후방에는 측근을 따르게 한 도쿠가와 히데타다 본진 병력 2만 3천을 배치했다. 일설에는 첫 번째 부대와 2번째 부대사이에 구로다 나가마사(黒田長政), 가토 요시아키(加藤嘉明)라가 참전했었다는데 상세한 내용은 알수가 없다. 또한 집안인 도쿠가와 요시나오, 도쿠가와 요리노부가 참전했다고 하지만 상세한 배치는 알 수가 없다.
정오경 도요토미측 모리 가쓰나가 부대가 척후를 내보낸 도쿠가와측 혼다 다다노부 부대를 사격하자, 이것을 기점으로 개시된 전투는 순식간에 모든 전선에 파급되어 이제까지 볼 수 없었던 병력과 화력에 의해 전장은 말그대로 혼란상태에 빠졌다. 이 혼란을 기회로 본 덴노지입구, 챠우스산에 있던 모리 가쓰나가와 사나다 노부시게 부대가 오카산 입구에 있던 오노 하루후사 부대와 함께 이에야스, 히데타다 본진을 향해 돌격하여 적진을 돌파하고 본진에 육박했다.
덴노지전투에서 처음 사격을 가한 모리 가쓰나가는 무서운 기세로 도쿠가와군 선봉대장 혼다 다다토모부대를 공격하여 괴멸시켜 다다토모를 죽이고 첫 번째 부대를 돌파했다. 또 혼다부대를 구원하기 위해 달려온 오가사하라 히데마사와 다다나가(忠脩)부대를 격퇴하고 두 사람을 죽였다. 다다나가는 마쓰모토성 수비를 명령받았으나 무단으로 참전했다가 이에야스로부터 용서받았다.
두 번째부대인 사카기바라 야스카쓰, 센고쿠 다다마사, 스와 다다즈미의 3부대도 손쓸틈도 없이 이 혼란에 휩쓸려 괴멸되고, 이들 패잔병이 후퇴하여 세 번째 부대도 같은 사태에 빠져 도쿠가와 이에야스 본진은 그대로 노출되게 되었다. 또한 사나다 노부시게는 자신의 부대를 선봉, 중진, 본진등 몇단계로 나눠 덴노지입구의 마쓰다이라 다다나오부대와 일진일퇴의 격전을 계속하였으나 "아사노 나가아키라가 배신했다."라는 거짓정보에 마쓰다이라군이 동요한 틈을타 돌파하고 휘하군을 이끌고 도쿠가와 이에야스 본진에 강행돌파를 기도해 3번에 걸쳐 본진에 대한 거친 돌격을 감행했다.
이러한 공세에 이에야스 본진은 대혼란에 빠져 후퇴했다. 후퇴중 미카타가하라 전투(三方ヶ原の戦い)이후 쓰러지지 않았던 이에야스의 마인(馬印)을 담당하던 봉행은 이것을 던져버리고, 이에야스를 버려둔 채 말에 올라 달아났다. 이 봉행은 나중에 재판을 받아 폐문처리되었다. 이에야스 자신도 몇번이고 할복하려고 했다. 또한 하타모토(旗本)중에는 3리까지 도망친 이들도 있었다.
그러나 돌격하던중에 후퇴했던 낙오병도 돌아와 이들을 막아서서 사나다군을 격퇴했다. 또한 야마토방향에서 돌파당했던 여러부대도 측면에서 반격에 나서기 시작했다.
한편 오카산 전투에서도 오노군과 마에다군이 교전을 벌이다가 덴노지입구의 고전으로 두 번째 부대인 이이, 도도군이 그쪽으로 이동하자 이를 틈타 오노군은 마에다군을 돌파하고 히데타다 본진을 급습했다. 이에야스 본진과 마찬가지로 히데타다 본진도 대혼란에 빠지고, 히데타다 근신들의 명령은 히데타다 자신이 이때까지 후퇴하지 않고 힘을 모으며 버티자, 다시 돌아온 이이군등의 원군도 있어 오노군을 격퇴했다.
그 사이 양쪽의 후방지원군으로 있었던 오노 하루나가, 나나데쿠미는 히데요리의 출마를 기다렸으나, 요도도노의 설득에 시간을 지체해 출마할 때쯤에는 본진에 돌격했던 양쪽부대는 이미 격퇴당한 뒤였다. 그 후 혼란상태에서 회복한 도쿠가와측의 압도적인 병력과 화력에 눌려, 고립되어 지원군도 없어 피로가 쌓인 도요토미군은 오후 3시경 괴멸되었다. 사나다 노부시게의 전사소식으로 남은 부대는 무너져 성안으로 퇴각했다.
혼마루이외의 해자를 모두 매립하여 벌거숭이나 마찬가지인 오사카성은 이미 물밀듯이 밀려온 막부군에 대해 어떠한 방어력도 없었다. 사나다부대를 괴멸시킨 마쓰다이라 다다나오의 에치젠군이 첫 진입의 공로를 세우는 것을 시작으로 막부군이 계속해서 들어오자, 성안에 남아있던 이들은 자살한 자, 머리를 베이는자, 잡혀서 팔리기전에 도망치는 자등 비참한 광경이 되풀이 되었다.
최후에는 오사카 성 혼마루 내부에서 내통자에 의한 화재가 덴슈각에서 피어올라 5월 7일 심야에 오사카 성은 함락되었다. 타오르는 오사카성곽은 오사카의 밤하늘을 비추었고, 교토에서도 붉은화염에 휩싸인 오사카의 하늘을 관찰할 수 있었다.
다음날 탈출한 센히메가 한 구명탄원도 무시되자, 히데요리는 요도도노와 더불어 자살했다.

## 전투에 대한 평가
이 전투에서 도쿠가와군이 고전한 것은 승패의 유무를 가늠하는 선봉전에서 도쿠가와측이 패전한 것과 함께 대군끼리의 전투에서 도쿠가와측은 포위 등 병력의 우위를 살리는 작전을 실행하지 않고, 전선에서 비슷비슷한 숫자끼리의 전투를 벌였던 것이다. 그리고 도요토미측이 야전축성을 구축하고, 여기에 도쿠가와측이 공격해 들어가는 나가시노 전투나 세키가하라 전투등과 비슷한 형태로 이루어진 결과 도쿠가와측 선봉은 무너지고 도요토미측이 반격에 나섰던것으로 생각된다.
그외에도 이때까지 전례가 없던 대군에 대한 통솔과 기동(起動)의 혼란이었다. 겨울의 진부터 시간을 두고 배치하지 않고 여러 번 동원한 막부와 여러 다이묘의 재정이 파탄지경까지 이르는 것을 염려한 이에야스가 조기결전을 서둘렀던 일을 꼽을 수 있다. 물론 도요토미측이 완전 뒤를 생각하지 않고 자포자기 상태로 결사항전을 벌인 것도 이정도까지 도쿠가와측이 고전하게 된 이유 중에 하나였다. 이에야스의 전투에서 인적피해(전사)가 한 부대의 장수에까지 미칠 정도였던 것도 이 전투뿐이었다.
또한 도쿠가와 이에야스는 처음엔 오사카 겨울의 진에 출진시키는 것은 후다이(譜代) 가신들에 한해서만 생각했지만, 도요토미측의 다이묘에게 명령해 오사카를 공격하게 한다면 장래 도쿠가와 가문이 뒤집어쓰게 될 윤리적인 비난을 면할 수 있을 거라 생각했다.(에도시대에 도쿠가와 가문이 도요토미가문을 멸망시킨것에 대한 도덕적 의론은 이루어지지 않았다. 물론 도쿠가와 가문 가신에게 있어 적장에 대한 기사도적인 칭찬은 왕성하게 이루어졌다.)

## 전후처리
히데요리의 아들 구니마쓰(國松)는 숨어있던 장소에서 체포되어 처형당하고, 딸 나아히메(奈阿姬)는 비구니가 되어 목숨을 구했다. 도쿠가와 이에미쓰 시대에는 히데요시의 묘까지 막부에 의해 폭파당하고, 쵸소가베 모리치카의 잔당 추격은 10년이상 넘게 계속되었다. 모리치카 이외 호소카와 오키아키는 아버지 호소가와 다다오키로부터 자결을 명령받았고, 마시다 나가모리(増田長盛)는 모리쓰구의 죄를 대신 받는 형식으로 자결했고, 또한 후루타 오리베(古田織部)는 구니마쓰를 숨겨주었다는 의혹을 받아 이로 인해 자결했다. 아카시 다케노리의 행방은 알 수 없으나, 그의 아들은 1633년에 사쓰마에서 체포되었다.
한편 도요토미씨를 멸망시킨 도쿠가와측도 커다란 상처를 남겼다. 다다나오는 오사카성에 제일 처음 진입한 것에 대한 포상이 오사카성도 아니고, 새로운 영지도 아닌 다기 1개뿐이었고, 이것도 아시카가 요시마사(足利義政)→오다 노부나가(織田信長)→이에야스→히데요시→우키타 히데이에(宇喜多秀家)→이에야스로 넘겨지던 '초화연충(初花肩衝)'이란것에 불만을 품고, 후에 난행을 저지른끝에 영지를 몰수당한다. 초화연충도 쇼군가로 돌아갔고, 이후 소장품중 하나가 되었다.
또 덴노지 전투에서 다테 마사무네, 마쓰다이라 다다테루는 참전하지 않고(전투정면에 나서지 않았다고 생각된다) 이후 타다테루는 불량스런 행동을 일으켰다. 그 때문에 두 사람이 결탁해 모반을 일으키는게 아닌지라는 의혹이 일어나 다다테루는 영지를 몰수당한다.
사마즈씨는 히데요리의 참전관련 편지에 대해 "도요토미가에 대한 봉사는 이제 없습니다."라고 돌려보냈으나, 도쿠가와측으로 겨울의 진, 여름의 진에도 결과적으로 참가하지 않았다. 이것은 당시 번주 시마즈 다다쓰네(島津忠恒)가 진행하던 번정개혁이 아직 미완성되어 가신단의 통제가 제대로 이루어지지 않았기 때문이지만, 시마즈의 불참은 한때 "시마즈의 모반"이란 소문을 불러 일으켜, 한동안 오쿠라 번(小倉藩)의 감시를 받게 되었다.
이 사건이후 시마즈씨는 번정개혁에 박차를 가해 다음 막부가 진행하는 사업이나 시마바라의 난(島原の乱)등에 대한 출병등에는 적극적으로 나서게 되었다. 이 전투를 시점으로 센고쿠 시대부터 이어지던 대규모 전투는 더 이상 없었다. 이를 가리켜 겐나의 엔부(元和の偃武)라고 불렀다.

## 전설

### 사나다 노부시게(유키무라)
오사카 여름의 진에서 사나다 노부시게의 활약은 눈부셨다고 한다. 에도시대에도 가부키 등에서 공연되었고, 민화로 그려지는등, 도쿠가와정권에서도 후세까지 이야기가 전해졌다. 특히 에도 시대 중기에 쓰여진 '사나다 3대기'는 노부시게뿐만 아니라 사나다일족의 명성을 높여주는 데 많은 공헌을 하였다.
덴노지 전투는 시마즈가문의 사번구기에서 "사나다 일본 제일의 병사, 도쿠가와측 절반의 패배", "이에야스가 할복할 생각을 했을 정도"라고 기록하였다. 또 이에야스 본진을 수비하던 도도 다카토라의 일대기인 고산공실록(高山公実録)에서도 "주군의 본진이 무너졌다"라고 기록하였다. 도도군도 한번 응전하였으나 사나다군의 기세앞에 무용지물이 되어 놀란 이에야스는 본진을 버리고 도망치고, 다카토라 자신도 이에야스의 안전을 확인하지 못하고 도망치기 바빴다. 후에 사나다군의 맹공격을 두려워해 이에야스를 남겨두고 도망친 친위대의 행동을 기록한 미카와 이야기(三河物語)도 남겨졌다.
사나다군과 모리군이 어떻게해서 이에야스 본인에까지 육박한 것에 대해 여러 설이 있어, 그 때문에 후세의 민화나 재현 일러스트, 역사만화 등에서는 여러 가지 상상도가 그려졌다. 또한 이에야스의 주위를 지켰던 사람도 小栗又一, 오쿠보(大久保彦左衛門)이라고 책에 쓰여져 있었다. 이에야스 자신은 말에 올라 전장을 돌아다녔다고 생각하지만, 예를 들어 소설사 야마오카 소하치(山岡荘八)의 '도쿠가와 이에야스'에서는 가마에 올라 움직였다고 묘사했다.
노부시게 자살설에 대해서도 여러설이 있는데, 일반적으로 "야스이(安居)신사에서 총탄에 맞아 전사했다"라고 전해지고 있다. 야스이신사는 덴노지공원, 챠우스산의 북쪽에 있는 일신지(一心寺)의 북쪽에 있다. 이것은 메이지시대에 구 제국육군 참모본부가 제정한 것으로 야스이신사에 있는 '사나다 유키무라 전사 유적비'에 전사한 위치를 선정하는 것에 관련해 참모본부가 관여한 것을 보여주는 글씨가 새겨져 있다.
노부시게를 죽인 사람은 마쓰다이라 타다나오부대의 철포대장 西尾宗次는 노부시게를 죽인것을 과장하여 보고했기에 이에야스는 무네쓰구의 '노부시게를 죽였다.'는 보고를 진짜로 받아들이지 않았다고 한다. 무네쓰구는 후에 고향인 효현사(후쿠이시)에서 '사나다지장'을 건립하고 노부시게의 제사를 지냈다.

### 히데요리 생존설
가고시마현에는 "노부시게는 전투에서 죽지않고, 수행자로 변장시킨 히데요리, 시게나리를 데리고 가고시마로 도주했다"라는 속설이 있다. 교토 오사카에는 전투 직후부터 "花の様なる秀頼様を、鬼の様なる真田がつれて、退きものいたよ鹿児島へ"란 동요가 유행하였다고 한다.

### 이에야스 사망설
'도쿠가와 이에야스는 사나다 유키무라真田幸村(사나다노부시게) 군에게 중상을 입고 사카이의 난쇼지(南宗寺)로 도망쳤다가 사망했다.'는 속설이 있다. 난쇼지 경내에는 '이에야스의 묘'도 현존한다. 이 전설을 기초로 역사만화가 나오기도 했다.

### 오사카성 공략법 전설
오사카 겨울의 진에서 이에야스는 일단 화친을 맺고 해자와 굴을 매립한 뒤에 다시 병력을 일으켜 오사카성을 함락시켰는데, 이 방법은 이에야스가 예전 히데요시가 살아있을 때 직접 들은 방법이라는 일화가 있다.